# Suzanne Chantal
Pour les articles homonymes, voir Chantal.
Suzanne Chantal est une journaliste et romancière française, née Suzanne Yvonne Marie Beaujoin à Paris le 9 juin 1908 et morte le 16 mai 1994 au Portugal.

## Biographie
Suzanne Chantal est d'abord critique de cinéma puis rédactrice en chef de Cinémonde jusqu'en 1934. Elle sous-titre des films, et travaille pour Gaston Gallimard à la rédaction de l'hebdomadaire littéraire Marianne entre 1937 et 1939.
Mariée en 1949 avec le journaliste portugais José Augusto (dos Santos), qui fut correspondant de plusieurs quotidiens et radios portugais, elle signe aussi des textes sous les noms Suzanne Dos Santos, Suzanne Grace ou encore Michel Gérac (anagramme de Grace, probablement avec son mari).
En 1972, l'Académie française lui décerne le prix Dumas-Millier pour l'ensemble de ses ouvrages consacrés au Portugal.

## Publications
- La Caravelle et les Corbeaux, Éditions du Rond-Point, 1945
- La Sirène blessée, Plon, 1948, prix Anaïs-Ségalas de l’Académie française en 1949
- La Chaîne et la Trame, Plon, 1950
- L'article Portugal, en: Lexikon der Frau, ed. Gustav Keckeis, Encyclios, Zurich 1954, Vol. 2, col. 954 - 959 (en allemand)
- La vie quotidienne au Portugal après le tremblement de terre de Lisbonne de 1755, Paris, Hachette, 1962, prix Broquette-Gonin (littérature) de l’Académie française en 1964
- Histoire du Portugal, Hachette, 1965
- Le Cœur battant, éditions Grasset, 1976 (biographie partagée du couple Josette Clotis - André Malraux)
- Ervamoïra44, Orban 1982
- Le Ciné-monde, Grasset, 1997